# Удалрих I (Айхщет)
Удалрих I (на немски: Udalrih I; † 17 ноември 1099, вероятно в Айхщет) е от 1075 до смъртта си 19. епископ на Айхщет в Бавария.

## Управление
След като крал Хайнрих IV през 1073 г. прекарва Цветница при дворцовия каплан епископ Гундекар II в Айхщет, той номинира след две години – след смъртта на Гундекар – благородника (Edelfreien) Удалрих за епископ на Айхщет. В конфликта за инвеститурата Удалрих е верен към по-късния император.
През 1076 г. Удалрих участва в църковния събор (Synode) във Вормс, който се отказва от папа Григорий VII и му взема папската титла. От благодарност владетелят дава през 1080 г. на църквата в Айхщет „Вилдбан“ (особени кралски права за лов) в гауете Родмарешперх (Рупмансбург в Талмесинг) и Золцгове (Зулцгау). През 1085 г. последователите на Хайнрих и така също на Удалрих от събора в Майнц те осъждат Григорий VII и обявяват за антипапата Климент II. Те също отлъчват от църквата поставения от папата гегенкрал (Рудолф фон Райнфелден). През 1091 г. Удалрих получава обратно Грединг (в Бавария) за църквата в Айхщет, но трябва след две години да даде отново обратно тази собственост по нареждане на императора, с което се влошава отношението му към владетелската фамилия. Така от 1093 г. Удалрих вече не е в близост до императора.